# Edera Cordiale
Edera Cordiale, född 30 januari 1920 i Turin, död 4 april 1993, var en italiensk friidrottare.
Cordiale blev olympisk silvermedaljör i diskuskastning vid sommarspelen 1948 i London.